# Hannah Kendall
Hannah Kendall (* 1984 in London) ist eine britische Komponistin. Sie lebt zurzeit in New York.

## Leben
Kendall wuchs in Wembley auf, wo ihre Mutter Schulleiterin einer Grundschule ist. Ihre Eltern stammen ursprünglich aus Guyana. Ihr Großvater war Jazzmusiker und ihre Familie förderte ihr Interesse an den kreativen Künsten. Kendall besuchte die University of Exeter, wo sie im Hauptfach Gesang und Komposition bei Joe Duddell studierte. Außerdem erwarb sie einen Master-Abschluss am Royal College of Music, wo sie bei Kenneth Hesketh studierte, sowie einen Master-Abschluss in Kunstmanagement am Royal Welsh College of Music and Drama in Cardiff.
Im Jahr 2015 wurde Kendall als eine der „brillanten Komponistinnen unter 35 Jahren“ bezeichnet. Sie war in der Sendung Composer of the Week von BBC Radio 3 zu hören. Alle fünf Komponisten der Woche waren Frauen, und die Sendung war Teil der Feierlichkeiten von Radio 3 zum Internationalen Frauentag, die in The Guardian hervorgehoben wurden. Ebenfalls 2015 gewann Kendall einen „Women of the Future Award“ in der Kategorie Kunst und Kultur.
Ihre Kammeroper The Knife of Dawn mit einem Libretto von Tessa McWatt, die auf der Inhaftierung des politischen Aktivisten Martin Carter im damaligen Britisch-Guayana im Jahr 1953 basiert, wurde 2016 im Roundhouse uraufgeführt.
Ihr Orchesterstück The Spark Catchers wurde bei den BBC Proms im August 2017 uraufgeführt und ist vom Werk des Dichters Lemn Sissay inspiriert. Die Aufführung wurde im Januar 2020 von NMC Recordings auf CD veröffentlicht. Kendall kehrte am 28. August 2020 zu den Proms mit der Uraufführung des Orchesterstückes Tuxedo: Vasco „de“ Gama zurück, das durch das Werk des Künstlers Jean-Michel Basquiat inspiriert wurde.
Kendall hat im Rahmen des Schleswig-Holstein Musik Festivals den Hindemith-Preis 2022 wegen ihrer „enormen kompositorischen Vielfalt, die von klassischem Erbe bis hin zu experimentellen Ideen reiche,“ erhalten. Im Dezember 2022 spielt das Niedersächsische Staatsorchester Hannover Disillusioned Dreamer als europäische Erstaufführung.
Kendall hat sowohl für das Barbican Centre als auch für die London Music Masters Charity im Kunstmanagement gearbeitet. Im März 2024 wurde sie im Fach Komposition bei George Lewis an der Columbia University in New York promoviert.

## Werke (Auswahl)

### Orchesterstücke und Werke für großes Ensemble
- Citygates (2011) (großes Ensemble)
- Shard (2012)
- Kanashibari (2013) (inspiriert von der Erfahrung der Schlafparalyse)
- The Great Dark (2013) (großes Ensemble)
- The Spark Catchers (2017)
- Baptistry (2018)
- Disillusioned Dreamer (2018)
- Verdala (2018) (großes Ensemble)
- weaves flowers and leaves (2019)
- Nexus (2020)
- Tuxedo: Vasco „de“ Gama (2020)

### Kammermusik und Solostücke
- Incident (Text von Fleur Adcock) für Sopran und Klavier
- Labyrinthine für zwei Violinen und zwei Bratschen
- On the Chequer'd Field Array'd für Klavier
- Processional für Klavier
- The Unreturning (Text von Wilfred Owen) für Tenor und gemischtes Ensemble

### Chorwerke
- Fundamental (Text von Rick Holland) für Chor und Blechbläserquintett
- Regina Caeli für Chor a cappella

### Opern
- The Knife of Dawn (Text von Tessa McWatt) für Bariton solo, zwei Soprane, Alt, Violine, Bratsche, Cello und Harfe